# Communauté d'agglomération de la Région de Château-Thierry
La communauté d'agglomération de la Région de Château-Thierry (CARCT) est une structure intercommunale française, située dans le département de l'Aisne en région Hauts-de-France.

## Historique
Dans le cadre des dispositions de la loi portant nouvelle organisation territoriale de la République du 7 août 2015, qui prévoit que les établissements publics de coopération intercommunale (EPCI) à fiscalité propre doivent avoir un minimum de 15 000 habitants, le Schéma départemental de coopération intercommunale (SDCI) de l'Aisne a prévu la fusion des petites communauté de communes de l'Ourcq et du Clignon (5 915 hab), communauté de communes du Tardenois (7 640 hab. et de la communauté de communes du canton de Condé-en-Brie (8 271 hab avec la communauté de communes de la Région de Château-Thierry (31 403 habitants), créant ainsi une communauté d'agglomération, disposant de plus de compétences que les communautés de communes préexistantes. 
Cette création de communauté d'agglomération, préfigurant une éventuelle communauté d'agglomération de la vallée de la Marne autour de l'aire urbaine de Château-Thierry, constitue l'extrémité sud-est de la nouvelle région des Hauts-de-France. L'intercommunalité aurait un territoire cohérent au niveau socio-économique, selon le SDCI, entre des pôles tels que Marne-la-Vallée, Meaux et surtout Reims, bien reliés par des infrastructures autoroutières, bénéficiant des retombées économiques et touristiques de l'activité viticole de la zone AOC Champagne, des activités agricoles diversifées et des implantations industrielles qui s'étendent de Crézancy à Charly et Montreuil-aux-Lions. Enfin, Château-Thierry constitue la ville centre de ces intercommunalités destinées à fusionner.
Par un arrêté préfectoral du 15 décembre 2016, pris après consultation des conseils municipaux et communautaires concernés, la communauté d'agglomération de la région de Château-Thierry est ainsi créée au 1er janvier 2017 par la fusion de la communauté de communes de la Région de Château-Thierry, de la communauté de communes du canton de Condé-en-Brie et de la communauté de communes du Tardenois avec intégration de vingt-une communes issues de la communauté de communes de l'Ourcq et du Clignon (Armentières-sur-Ourcq, Bonnesvalyn, Brumetz, Bussiares, Chézy-en-Orxois, Courchamps, Gandelu, Grisolles, Hautevesnes, La Croix-sur-Ourcq, Latilly, Licy-Clignon, Monthiers, Montigny-l'Allier, Neuilly-Saint-Front, Priez, Rozet-Saint-Albin, Saint-Gengoulph, Sommelans, Torcy-en-Valois et Vichel-Nanteuil),.

## Territoire communautaire

### Composition
En 2024, la communauté d'agglomération est composée des 87 communes suivantes :

| Nom                       | Code Insee | Gentilé                     | Superficie (km2) | Population (dernière pop. légale) | Densité (hab./km2) |
| ------------------------- | ---------- | --------------------------- | ---------------- | --------------------------------- | ------------------ |
| Étampes-sur-Marne (siège) | 02292      | Étampois                    | 2,24             | 1 331 (2022)                      | 594                |
| Armentières-sur-Ourcq     | 02023      | Armentièrois                | 6,81             | 98 (2022)                         | 14                 |
| Azy-sur-Marne             | 02042      | Azyciens                    | 2,78             | 370 (2022)                        | 133                |
| Barzy-sur-Marne           | 02051      | Barzyais                    | 7,55             | 399 (2022)                        | 53                 |
| Belleau                   | 02062      | Belleausiens                | 6,72             | 133 (2022)                        | 20                 |
| Beuvardes                 | 02083      | Beuvardois                  | 15,66            | 741 (2022)                        | 47                 |
| Bézu-Saint-Germain        | 02085      | Bézuacois                   | 11,13            | 991 (2022)                        | 89                 |
| Blesmes                   | 02094      | Blesmois                    | 9,7              | 473 (2022)                        | 49                 |
| Bonneil                   | 02098      | Bonneillois                 | 2,11             | 376 (2022)                        | 178                |
| Bonnesvalyn               | 02099      | Bonnois                     | 6,34             | 207 (2022)                        | 33                 |
| Bouresches                | 02105      | Boureschois                 | 7,52             | 187 (2022)                        | 25                 |
| Brasles                   | 02114      | Braslois                    | 7,45             | 1 711 (2022)                      | 230                |
| Brécy                     | 02119      | Brécyliens                  | 9,98             | 317 (2022)                        | 32                 |
| Brumetz                   | 02125      | Brumetziens                 | 7,24             | 179 (2022)                        | 25                 |
| Bruyères-sur-Fère         | 02127      | Bruyérois                   | 9,05             | 195 (2022)                        | 22                 |
| Bussiares                 | 02137      | Bussiarois                  | 7,4              | 131 (2022)                        | 18                 |
| Celles-lès-Condé          | 02146      | Cellois                     | 3,91             | 94 (2022)                         | 24                 |
| Le Charmel                | 02164      | Charmellois                 | 9,83             | 324 (2022)                        | 33                 |
| Chartèves                 | 02166      | Chartévois                  | 8,76             | 358 (2022)                        | 41                 |
| Château-Thierry           | 02168      | Castelthéodoriciens         | 16,55            | 15 068 (2022)                     | 910                |
| Chézy-en-Orxois           | 02185      | Cahusas ou Caouzats         | 16,15            | 377 (2022)                        | 23                 |
| Chierry                   | 02187      | Cerisiens                   | 2,82             | 1 169 (2022)                      | 415                |
| Cierges                   | 02193      | Ciergeois                   | 8,22             | 64 (2022)                         | 7,8                |
| Coincy                    | 02203      | Cossignaciens               | 17,24            | 1 281 (2022)                      | 74                 |
| Condé-en-Brie             | 02209      | Condéens                    | 4,56             | 658 (2022)                        | 144                |
| Connigis                  | 02213      | Connigeois                  | 5,46             | 318 (2022)                        | 58                 |
| Coulonges-Cohan           | 02220      | Coulongeois                 | 28,75            | 443 (2022)                        | 15                 |
| Courboin                  | 02223      | Courboinnais                | 14,07            | 301 (2022)                        | 21                 |
| Courchamps                | 02225      | Couchampesois               | 2,72             | 82 (2022)                         | 30                 |
| Courmont                  | 02227      | Courmontois                 | 9,86             | 123 (2022)                        | 12                 |
| Courtemont-Varennes       | 02228      | Varennois                   | 5,98             | 353 (2022)                        | 59                 |
| Crézancy                  | 02239      | Crézançois                  | 7,06             | 1 193 (2022)                      | 169                |
| La Croix-sur-Ourcq        | 02241      | Croisiens                   | 10,45            | 89 (2022)                         | 8,5                |
| Dhuys et Morin-en-Brie    | 02458      |                             | 40,03            | 825 (2022)                        | 21                 |
| Dravegny                  | 02271      | Dravenyacois                | 15,67            | 132 (2022)                        | 8,4                |
| Épaux-Bézu                | 02279      | Palusiens                   | 19,5             | 540 (2022)                        | 28                 |
| Épieds                    | 02280      | Épiedois                    | 18,66            | 411 (2022)                        | 22                 |
| Essômes-sur-Marne         | 02290      | Essomois                    | 28,55            | 2 698 (2022)                      | 95                 |
| Étrépilly                 | 02297      | Étreillérois ou Étreillois  | 5,13             | 125 (2022)                        | 24                 |
| Fère-en-Tardenois         | 02305      | Férois                      | 20,4             | 2 881 (2022)                      | 141                |
| Fossoy                    | 02328      | Fossoyens                   | 7,18             | 524 (2022)                        | 73                 |
| Fresnes-en-Tardenois      | 02332      | Fresnois                    | 8,84             | 278 (2022)                        | 31                 |
| Gandelu                   | 02339      | Gandelusiens                | 10,03            | 691 (2022)                        | 69                 |
| Gland                     | 02347      | Glandinois                  | 5,65             | 429 (2022)                        | 76                 |
| Goussancourt              | 02351      | Goussancourtois             | 8,43             | 117 (2022)                        | 14                 |
| Grisolles                 | 02356      | Grisollais                  | 10,63            | 230 (2022)                        | 22                 |
| Hautevesnes               | 02375      | Hautevesnois                | 7,29             | 162 (2022)                        | 22                 |
| Jaulgonne                 | 02389      | Jaulgonnais                 | 1,78             | 669 (2022)                        | 376                |
| Latilly                   | 02411      | Latillyacois                | 9,32             | 199 (2022)                        | 21                 |
| Licy-Clignon              | 02428      | Licyacois                   | 4,09             | 70 (2022)                         | 17                 |
| Loupeigne                 | 02442      | Loupeignois                 | 7,3              | 87 (2022)                         | 12                 |
| Mareuil-en-Dôle           | 02462      | Mareuillois                 | 8,81             | 223 (2022)                        | 25                 |
| Mézy-Moulins              | 02484      |                             | 4,48             | 551 (2022)                        | 123                |
| Mont-Saint-Père           | 02524      | Montépierrins               | 10,69            | 689 (2022)                        | 64                 |
| Monthiers                 | 02509      | Monthiérois                 | 7,37             | 155 (2022)                        | 21                 |
| Monthurel                 | 02510      | Monthurellois               | 3,86             | 137 (2022)                        | 35                 |
| Montigny-l'Allier         | 02512      |                             | 10,14            | 271 (2022)                        | 27                 |
| Montigny-lès-Condé        | 02515      | Montigniens ou Ignymontains | 4,77             | 50 (2022)                         | 10                 |
| Montlevon                 | 02518      | Montlevoniciens             | 22,65            | 289 (2022)                        | 13                 |
| Nanteuil-Notre-Dame       | 02538      | Nanteuillois                | 3,72             | 83 (2022)                         | 22                 |
| Nesles-la-Montagne        | 02540      | Cahouts                     | 17,21            | 1 196 (2022)                      | 69                 |
| Neuilly-Saint-Front       | 02543      | Frontonnais                 | 17,89            | 1 980 (2022)                      | 111                |
| Nogentel                  | 02554      | Nogentellois                | 6,93             | 1 106 (2022)                      | 160                |
| Pargny-la-Dhuys           | 02590      | Pargnysiens                 | 12,66            | 172 (2022)                        | 14                 |
| Passy-sur-Marne           | 02595      | Passyas                     | 3,71             | 139 (2022)                        | 37                 |
| Priez                     | 02622      | Priezois                    | 4,93             | 58 (2022)                         | 12                 |
| Reuilly-Sauvigny          | 02645      | Révillois et Sauvignats     | 6,54             | 213 (2022)                        | 33                 |
| Rocourt-Saint-Martin      | 02649      | Rocourtois                  | 5,76             | 305 (2022)                        | 53                 |
| Ronchères                 | 02655      | Ronchérois                  | 6,06             | 152 (2022)                        | 25                 |
| Rozet-Saint-Albin         | 02662      | Rozetois                    | 7,95             | 333 (2022)                        | 42                 |
| Rozoy-Bellevalle          | 02664      | Rozoyens ou Rosetois        | 6,79             | 120 (2022)                        | 18                 |
| Saint-Eugène              | 02677      | Saint-Eugénois              | 6,75             | 234 (2022)                        | 35                 |
| Saint-Gengoulph           | 02679      | Saint-Gengoulphois          | 7,57             | 153 (2022)                        | 20                 |
| Saponay                   | 02699      | Saponéens                   | 9,93             | 270 (2022)                        | 27                 |
| Sergy                     | 02712      | Sergiens ou Sergyacois      | 13,32            | 137 (2022)                        | 10                 |
| Seringes-et-Nesles        | 02713      | Seringeois                  | 13,49            | 268 (2022)                        | 20                 |
| Sommelans                 | 02724      | Sommelanais                 | 4,28             | 58 (2022)                         | 14                 |
| Torcy-en-Valois           | 02744      | Torciens ou Torcyacois      | 3,62             | 77 (2022)                         | 21                 |
| Trélou-sur-Marne          | 02748      | Trélouiats                  | 20,35            | 948 (2022)                        | 47                 |
| Vallées en Champagne      | 02053      |                             | 41,24            | 590 (2022)                        | 14                 |
| Verdilly                  | 02781      | Verdillats                  | 5,1              | 455 (2022)                        | 89                 |
| Vézilly                   | 02794      | Vézyllisiens                | 10,74            | 184 (2022)                        | 17                 |
| Vichel-Nanteuil           | 02796      | Vichelois                   | 6,39             | 93 (2022)                         | 15                 |
| Viffort                   | 02800      | Viffortois                  | 9,83             | 314 (2022)                        | 32                 |
| Villeneuve-sur-Fère       | 02806      | Villeneuvois                | 10,3             | 285 (2022)                        | 28                 |
| Villers-Agron-Aiguizy     | 02809      | Villérois                   | 12,79            | 70 (2022)                         | 5,5                |
| Villers-sur-Fère          | 02816      | Villerois                   | 10,79            | 517 (2022)                        | 48                 |

### Démographie
| 1968   | 1975   | 1982   | 1990   | 1999   | 2010   | 2015   | 2021   |
| ------ | ------ | ------ | ------ | ------ | ------ | ------ | ------ |
| 40 519 | 42 601 | 45 895 | 49 583 | 50 674 | 53 273 | 53 879 | 54 283 |

## Organisation

### Siège
Le siège de la communauté d'agglomération est situé à l’ Aiguillage au 2 Avenue Ernest Couvrecelle 02400 Étampes-sur-Marne et les bureaux à Château-Thierry, 9 rue Vallée.

### Élus
La communauté d'agglomération est gérée par un conseil communautaire composé de 124 membres représentant chacune des communes membres et élus pour la durée du mandat municipal, répartis comme suit : 

- 24 délégués pour Château-Thierry ;

- 5 délégués pour Fère-en-Tardenois ;

- 4 délégués pour Essômes-sur-Marne ;

- 3 délégués pour Neuilly-Saint-Front ;

- 2 délégués pour Brasles, Coincy, Crézancy, Étampes-sur-Marne et Nesles-la-Montagne ;

- 1 délégué ou son suppléant pour les autres commune (Armentières-sur-Ourcq, Azy-sur-Marne, Barzy-sur-Marne, Belleau, Beuvardes, Bézu-Saint-Germain, Blesmes, Bonneil, Bonnesvalyn, Bouresches, Brécy, Brumetz, Bruyères-sur-Fère, Bussiares, Celles-lès-Condé, Le Charmel, Chartèves, Chézy-en-Orxois, Chierry, Cierges, Condé-en-Brie, Connigis, Coulonges-Cohan, Courchamps, Courboin, Courmont, Courtemont-Varennes, La Croix-sur-Ourcq, Dhuys et Morin-en-Brie, Dravegny, Épaux-Bézu, Épieds, Étrépilly, Fresnes-en-Tardenois, Fossoy, Gandelu, Gland, Goussancourt, Grisolles, Hautevesnes, Jaulgonne, Latilly, Licy-Clignon, Loupeigne, Mareuil-en-Dôle, Mézy-Moulins, Monthiers, Monthurel, Montigny-l'Allier, Montigny-lès-Condé, Montlevon, Mont-Saint-Père, Nanteuil-Notre-Dame, Nogentel, Pargny-la-Dhuys, Passy-sur-Marne, Priez, Reuilly-Sauvigny, Rocourt-Saint-Martin, Ronchères, Rozet-Saint-Albin, Rozoy-Bellevalle, Saint-Eugène, Saint-Gengoulph, Saponay, Sergy, Seringes-et-Nesles, Sommelans, Torcy-en-Valois, Trélou-sur-Marne, Vallées en Champagne, Verdilly, Vézilly, Vichel-Nanteuil, Viffort, Villeneuve-sur-Fère, Villers-Agron-Aiguizy, Villers-sur-Fère).

À la suite des élections municipales de 2020 dans l'Aisne, le conseil communautaire du 11 juillet 2020 a réélu, pour le mandat 2020-2026, son président, Étienne Haÿ, maire d'Épaux-Bézu et désigné ses 13 vice-présidents qui sont,, : 
1. Sébastien Eugène, maire de Château-Thierry.
2. Jean-Luc Magnier, maire de Étampes-sur-Marne.
3. Patrice Lazaro, maire de Hautevesnes.
4. Martine Olivier, première adjointe au maire de Fère-en-Tardenois.
5. Daniel Girardin, maire de Trélou-sur-Marne.
6. Claude Jacquin, maire de Mézy-Moulins.
7. Stéphane Frère, maire de Bonnesvalyn
8. Françoise Biniec, maire de Neuilly-Saint-Front.
9. Jean-François Bouteleux, conseiller municipal de Château-Thierry.
10. Yves Lévêque, maire de Rocourt-Saint-Martin.
11. Gaëlle Vaudé, maire de Pargny-la-Dhuys.
12. Mohamed Rezzouki, premier adjoint au maire de Château-Thierry.
13. Nicolas Diédic, maire-adjoint de Saint-Eugène.

Le président Étienne Haÿ, en conflit avec son premier vice-président, ayant démissionné, le conseil communautaire  a élu le 18 mai 2024 son successeur, Sébastien Eugène, maire de Château-Thierry, ainsi que ses vice-présidents, qui sont : 
1. Anne Maricot, maire de Jaulgonne, conseillère départementale d’Essômes-sur-Marne, chargée du soutien aux communes ;
2. Éric Mangin, maire de Crézancy, chargé des finances ;
3. M. Claude Jacquin, maire de Mézy-Moulins, chargé de la collecte, de la valorisation et de la réduction des déchets ;
4. M. Dominique Moyse, maire de Condé-en-Brie, conseiller régional des Hauts-de-France, chargé du tourisme, des musées et des partenariats extérieurs ;
5. Françoise Biniec, maire de Neuilly-Saint-Front, chargée des ressources humaines et affaires générales ;
6. Jean-François Bouteleux, adjoint au maire de Château-Thierry , chargé de l'autonomie et du grand âge ;
7. Gaëlle Vaudé, maire de Pargny-la-Dhuys, chargée des transports, de la mobilité et du désenclavement ;
8. Jean-Paul Bergault, maire d’Essômes-sur-Marne, chargé de la politique de la Ville et réussite éducative ;
9. Marie-Odile Larcher, maire de Vichel-Nanteuil, chargée de la santé ;
10. Mohamed Rezzouki, adjoint au maire de Château-Thierry, chargé des grands travaux, de l'écologie et du cycle de l'eau ;
11. Séverine Gleize, maire d’Azy-sur-Marne, chargée du développement économique ;
12. Nicolas Diedic, adjoint au maire de Saint-Eugène, chargé de la petite enfance, de l'enfance et de la jeunesse ;
13. Christelle Pouillart, adjointe au maire de Château-Thierry, chargé de la culture et des grands événements.

### Liste des présidents
| Période      | Période                   | Identité         | Étiquette | Qualité |
| ------------ | ------------------------- | ---------------- | --------- | --- |
| janvier 2017 | mai 2024,                 | Étienne Haÿ      | SE        | Maire d'Épaux-Bézu (2008 → ) Démissionnaire                                                                        |
| mai 2024     | En cours (au 4 mars 2025) | Sébastien Eugène | MR        | Maire de Château-Thierry (2017 → ) Conseiller départemental de Château-Thierry (2021 → ) Vice-président de l’USESA |

### Compétences
L'intercommunalité exerce des compétences qui lui ont été transférées par les communes membres dans les conditions déterminées par le code général des collectivités territoriales. Il s'agit de :
- Au titre des compétences obligatoires :
  - Le développement économique
  - L'aménagement de l’espace communautaire
  - L'équilibre social de l’habitat
  - La politique de la ville
  - L'accueil des gens du voyage
  - La collecte et traitement des déchets des ménages et déchets assimilés

- Au titre des compétences optionnelles : 
  - La construction, aménagement, entretien et gestion d’équipements culturels et sportifs d’intérêt communautaire
  - La création ou aménagement de la voirie d’intérêt communautaire
  - L'action sociale d’intérêt communautaire

- Au titre des compétences facultatives :
  - L'assainissement
  - Les réseaux et services locaux de communications électroniques
  - La protection et mise en valeur de l’environnement
  - L'aménagement et entretien des cours d’eau
  - L'aménagement et entretien paysager des zones reconnues d’intérêt communautaire – mise en place d’équipes vertes
  - La mise en place de pôles de santé ou d’annexes
  - L'action sociale en faveur des jeunes
  - L'accueil de la petite enfance
  - Le centre de loisirs sans hébergement, accueil périscolaire

### Régime fiscal et budget
La communauté d'agglomération est un établissement public de coopération intercommunale à fiscalité propre.
Afin de financer l'exercice de ses compétences, l'intercommunalité perçoit, comme toutes les communautés d'agglomération, la fiscalité professionnelle unique (FPU) – qui a succédé à la taxe professionnelle unique (TPU) – et assure une péréquation de ressources.
Elle collecte également, selon les communes, la taxe d'enlèvement des ordures ménagères ou la redevance d'enlèvement des ordures ménagères (TEOM), qui financent ce service public. Elle perçoit une dotation globale de fonctionnement (DGF), qui s'est élevée en 2024 à 3 211 311 €, soit 56,40 €/habitant
L'intercommunaité ne reverse pas de dotation de solidarité communautaire (DSC) à ses communes membres.

### Logo

Logo actuel

### Organismes de coopération
La communauté d'agglomération est membre de divers syndicats, et notamment du Pôle d'équilibre territorial et rural Union des communautés de communes du sud de l’Aisne (PETR-UCCSA).

## Projets et réalisations
Conformément aux dispositions légales, une communauté d'agglomération a pour objet d'associer « au sein d'un espace de solidarité, en vue d'élaborer et conduire ensemble un projet commun de développement urbain et d'aménagement de leur territoire ».